# Verwundetenrettung

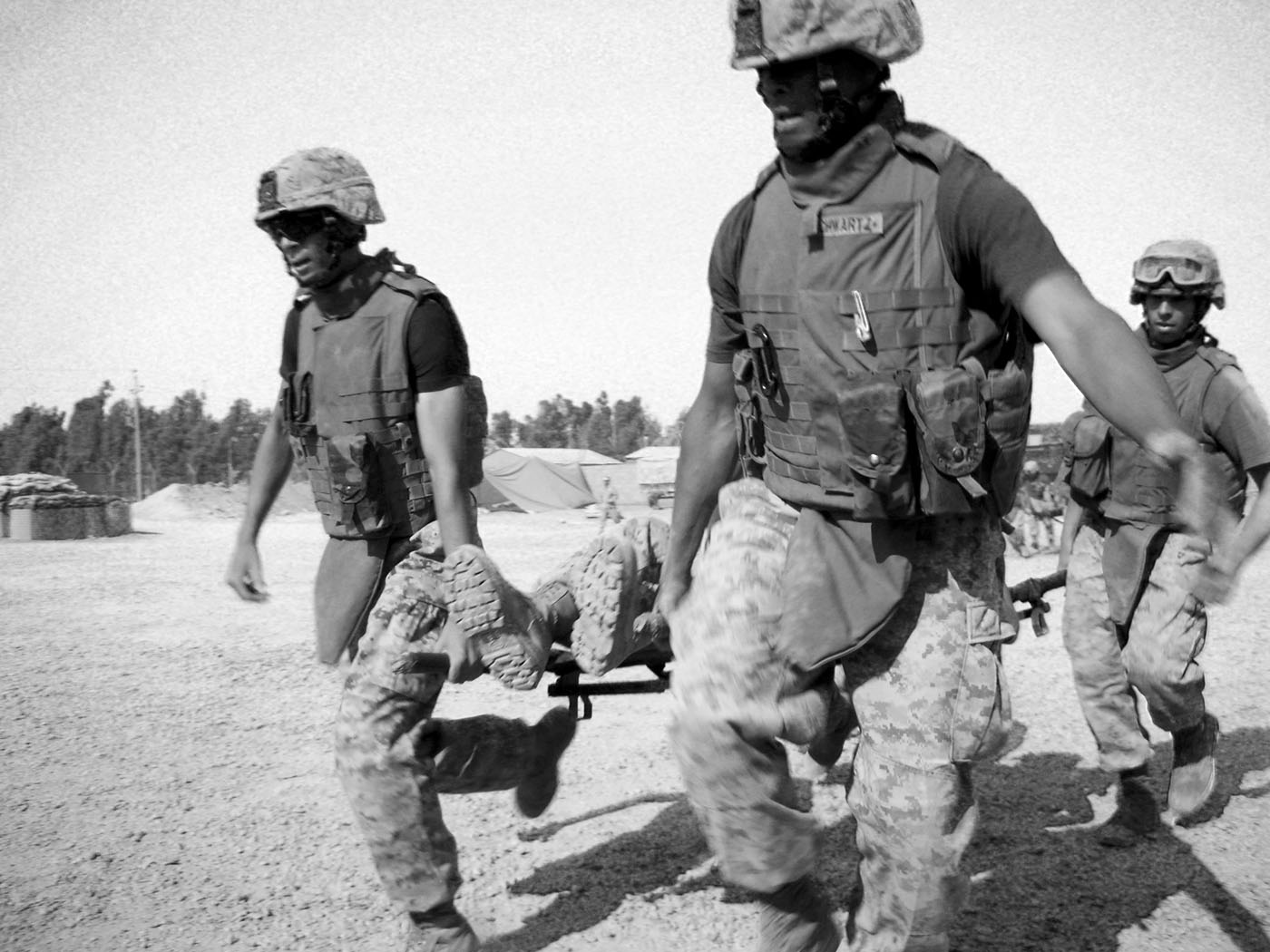
United States Marines transportieren einen gehunfähigen Patienten außerhalb von Fallujah im Irak 2006

Verwundetenrettung ist die militärische Rettung und Evakuierung von verwundeten Soldaten vom Gefechtsfeld. Die Rettung von Verletzten kann per Lufttransport oder am Boden erfolgen. Der englische Terminus lautet Casualty Evacuation und das militärische Rufzeichen CasEvac [ˈkæzɪvæk]. Die Verwundetenrettung ist Teil der Tactical Evacuation Care im Rahmen der Tactical Combat Casualty Care.

## Abgrenzung

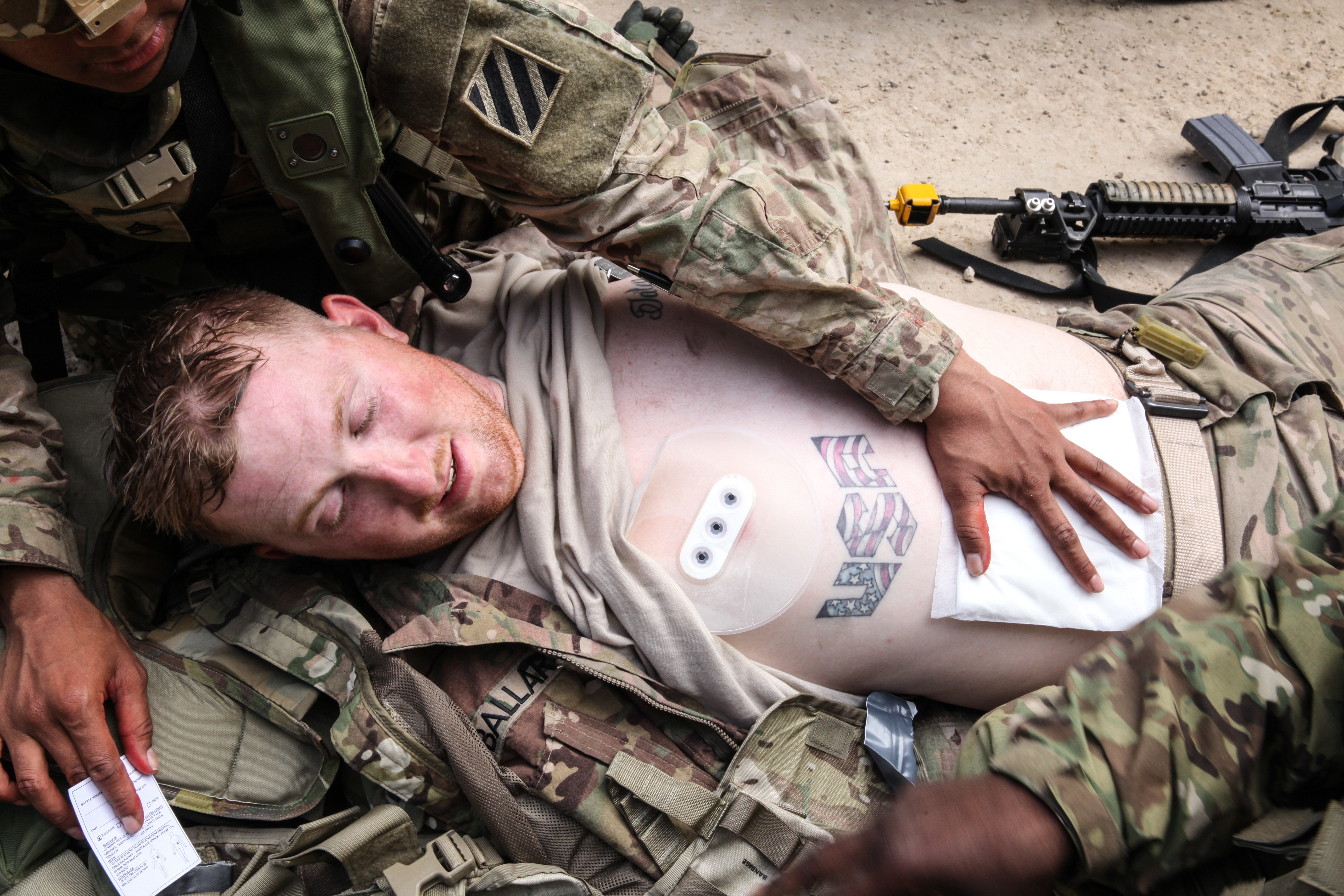
Behandlung eines Verwundeten (Übung)

Der primäre Unterschied zwischen CasEvac und MedEvac liegt in der Ausstattung der Transportmittel. Während beim MedEvac dediziert Rettungshubschrauber wie der NH90 FAM oder Sanitätsfahrzeuge wie der Piranha Sanitätspanzer eingesetzt werden, in denen während des Transports durch organmedizinisch geschulte Sanitäter (auch mittels Apparatemedizin) lebensrettende Sofortmaßnahmen geleistet werden können, werden für CasEvac die unmittelbar verfügbaren, nächstgelegenen Transportmittel genutzt.

## Geschichte

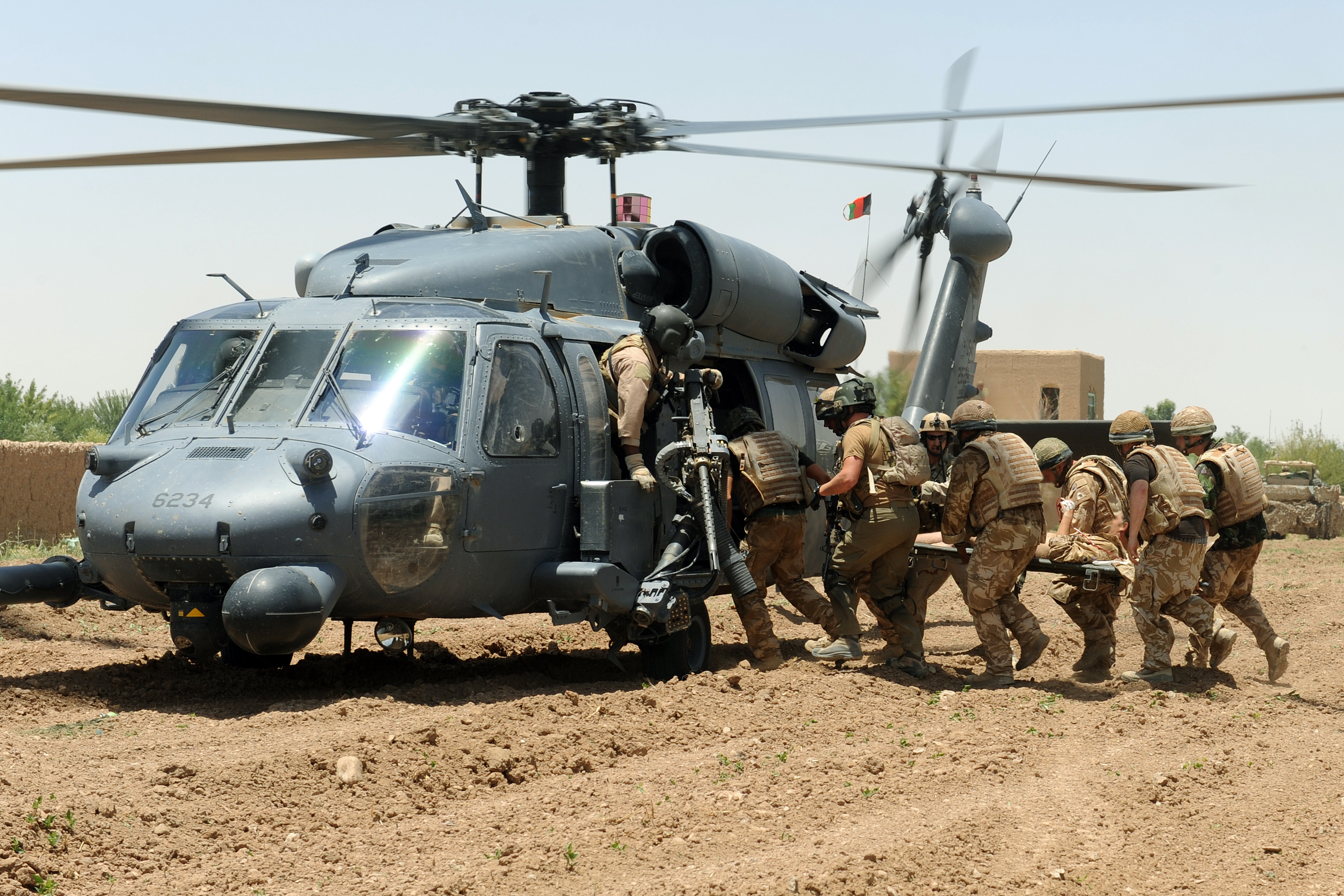
Verwundetenrettung mit einem Blackhawk in der Provinz Helmand in Afghanistan 2009

Wie viele andere Innovationen in der Notfallmedizin auch hat das Konzept des Lufttransports von Verwundeten seinen Ursprung beim Militär. Dabei ist das Konzept zur Nutzung von Luftfahrzeugen fast so alt wie die motorgetriebene Luftfahrt selbst. Die erste schriftliche Erwähnung des Begriffs „Air Ambulance“ findet sich in Jules Vernes Roman Robur der Eroberer aus dem Jahr 1866, das die Rettung Schiffbrüchiger durch eine „Flugplattform“ namens Albatros beschreibt. Die erste dokumentierte Luftrettung erfolgte 1870 während der Belagerung von Paris (1870–1871), als über 160 Soldaten durch Ballone aus der belagerten Stadt evakuiert wurden.
Die erste Luftrettung wurde während des Ersten Weltkriegs durchgeführt, als ein serbischer Offizier von französischen Luftstreitkräften aus dem Gefechtsfeld zu einem Krankenhaus geflogen wurde. Französische Aufzeichnungen aus der Zeit dokumentieren, dass die Sterberate von Verwundeten von 60 % auf 10 % sank, wenn die Luftrettung innerhalb von sechs Stunden durchgeführt wurde. Die erste dokumentierte britische Verwundetenrettung fand im Jahr 1917 in der Türkei statt, als ein Soldat des Imperial Camel Corps, dem in den Knöchel geschossen wurde, mit einer de Havilland DHH innerhalb von 45 Minuten ins Krankenhaus geflogen wurde.
In Kontinentaleuropa wurde bis zum Ende des Zweiten Weltkriegs hauptsächlich STOL-Kurzstartflugzeuge wie die Fieseler Fi 156 bzw. Piper J-3 für den Verwundetenrettung eingesetzt.
Der erste MedEvac-Einsatz mit einem Hubschrauber fand im Zweiten Weltkrieg statt. Am 21. April 1944 schoss die Kaiserlich Japanische Armee während des Burmafeldzug ein Flugzeug der United States Air Force hinter den japanischen Linien im Dschungel in der Nähe von Mawlu ab. Dabei wurden drei britische Soldaten verwundet. Lt. Carter Harman evakuierte diese mit einem Sikorsky YR-4B Hubschrauber der United States Army in vier Flügen von 25. bis 26. April 1944 aus dem Gefechtsgebiet. 
Der erste geplante Einsatz von Hubschraubern durch US-Streitkräfte zur Rettung von Verwundeten erfolgte im Koreakrieg (1950–53). Die Hubschrauber evakuierten nicht nur die Verwundeten aus dem Gefechtsfeld, sondern überführten kritischere Patienten nach der Erstversorgten auch von Feldlazaretten zu weiter entfernten Hospitalschiffen. Am 4. August 1950, nur einen Monat nach Beginn des Koreakriegs, wurde die erste hubschraubergestützte Verwundetenrettung mit einer Bell H-13 durchgeführt. Die Verwundeten wurden in Schleifkorbtragen transportiert, die außerhalb der kleinen Kabine des H-13 oberhalb der Landekufen befestigt waren.
Der nächste größere Entwicklungsschritt in der Luftrettung war während des Vietnamkriegs der Einsatz des Mehrzweckhubschrauber Bell UH-1. Die Kabine des als Huey bekannten Hubschraubers war ausreichend groß, um Patienten aufzunehmen und diese während des Abtransports zum Feldlazarett oder Krankenhaus bereits durch medizinisches Personal erstbehandeln zu können. Der ausreichende Einsatz von Sanitätshubschraubern für die Verwundetenrettung, reduzierte die durchschnittliche Wartedauer bis zur Versorgung auf eine Stunde, und senkte nachhaltig die Mortalität und Morbilität der Verwundeten. Militärische Sanitäter konnten an Bord erste Sofortmaßnahmen wie einen Venenkatheter mit einer Infusion sowie einen Thoraxkatheter legen.
Hubschrauber spielen auch im 21. Jahrhundert eine entscheidende Rolle in der militärischen Verwundetenrettung. Rettungshubschrauber vom Typ UH-60 Blackhawk wurden umfangreich im Irakkrieg (2003), der Besetzung des Irak 2003–2011 und im Krieg in Afghanistan seit 2001 eingesetzt. Beide Länder haben großflächig eine karge, wüstenähnliche Topologie, die den Einsatz von Hubschraubern auch durch den flächendeckenden Einsatz von Sprengfallen zwingend erforderlich machen. Diesen sind jedoch wie in Afghanistan im Hindukusch, durch Gebirgszüge bis zu 7500 Meter Höhe, in Einsatzräumen Grenzen gesetzt.

### Rufzeichen
Die Ambulanzkräfte der United States Army verwenden das Rufzeichen DUSTOFF [ˈdʌst ˈɑ:f], das ein Backronym aus Dedicated Unhesitating Service To Our Fighting Forces (deutsch Zweckbestimmter unverzüglicher Einsatz für unsere kämpfenden Truppen) ist. Das taktische Rufzeichen DUSTOFF für eine medizinische Evakuierungsmission wurde erstmals 1963 vom Major Lloyd E. Spencer verwendet, dem Commander of the United States Army 57th Medical Detachment (Hubschrauberambulanz). Der Begriff etablierte sich bis zum Ende des Vietnamkrieges.

## Ablauf

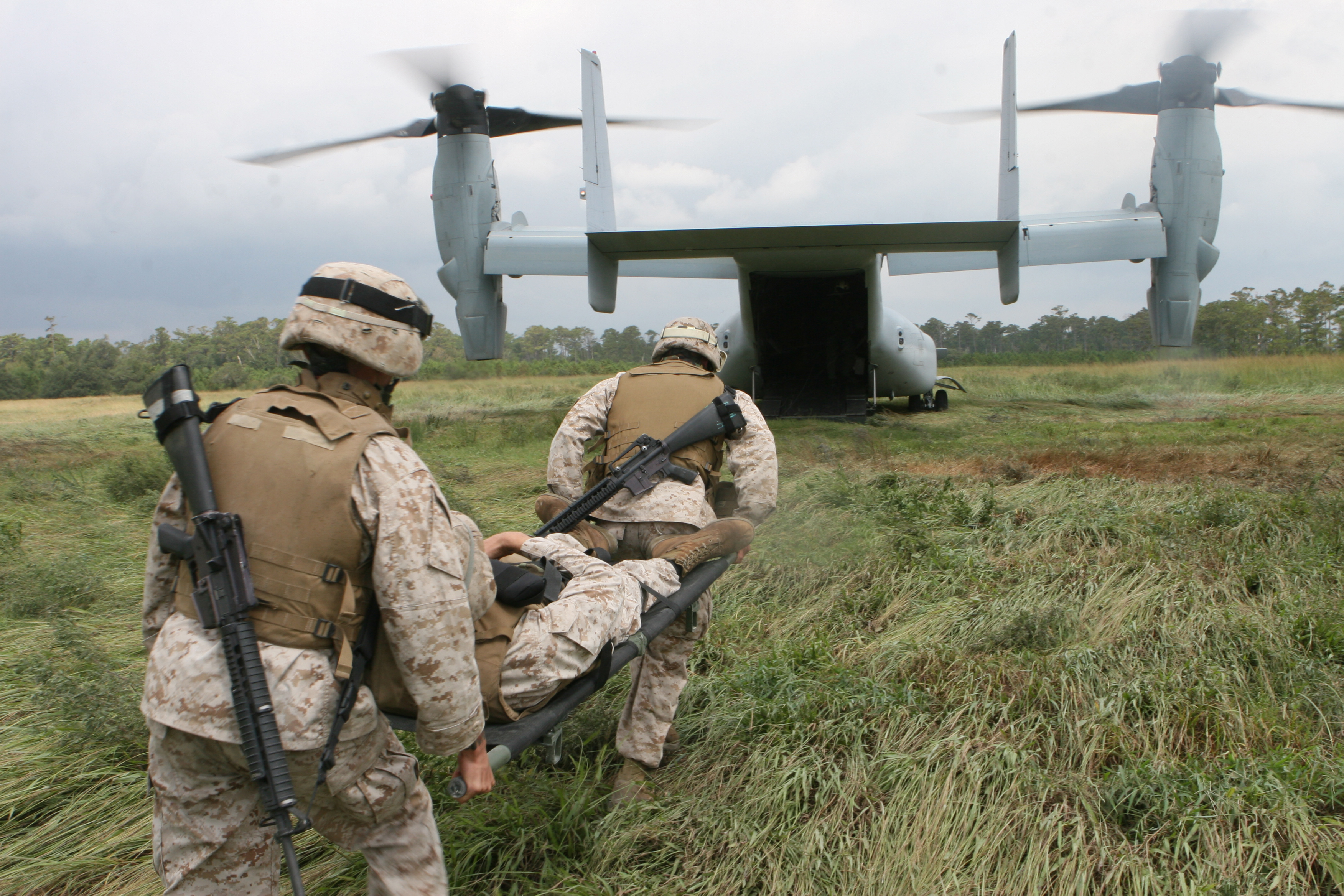
CasEvac mit einem MV-22 Osprey

Beim Rufzeichen CASEVAC oder EMERGENCY AIR MEDEVAC REQUEST (9-Line) durch einen Sanitäter oder Rettungsarzt am Boden, wird das am nächsten verfügbare (Luft-)Fahrzeug mit freiem Platz, unabhängig von dessen medizinischer Einrichtung, zur Unterstützung für einen medizinischen Rettungseinsatz angefordert.
Beim United States Marine Corps kann dies die MV-22 Osprey oder die SH-60 Seahawk der United States Navy sein. Bei der British Army werden die Transporthubschrauber AgustaWestland AW101, Aérospatiale AS 332 und Boeing-Vertol CH-47 eingesetzt. Die französischen Luftstreitkräfte setzten in Afghanistan seit April 2008 mehrere Eurocopter EC 725 Caracal ein.
Nach dem Crew Mission Briefing startet der Einsatz mit dem Flug und der Landung in der Landezone, möglichst nah am Verwundeten. Die Aufnahme des Verwundeten soll höchstens fünf Minuten dauern, dabei bleiben die Rotoren auf Drehzahl. Nach dem Abflug in Koordination zwischen Sicherungs- und Rettungs-Hubschrauber endet der Einsatz nach dem Rückflug mit der Übergabe des Verwundeten an eine stationäre Krankeneinrichtung und dem Debriefing.
Das generelle Prinzip hinter CasEvac ist der Transport von Verwundeten, die äußerst dringend eine Evakuierung vom Gefechtsfeld benötigen und deren Verletzungen es nicht mehr zulassen, auf einen MedEvac-Rettungshubschrauber mit intensivmedizinischer Ausrüstung (Patientenüberwachungsmonitor, Beatmungsgerät, Pumpspritzeninjektoren, Ultraschallgerät, Blutgasanalysegerät, Schockhose) zu warten. Auch eine ungünstige Gefahrenlage oder eine fehlende oder heiße Landezone kann einen CasEvac erforderlich machen. Typischerweise transportiert die Luftrettung einen als „dringend“ klassifizierten Verwundeten vom Ort der Verwundung zu einer stationären medizinischen Einrichtung innerhalb einer Stunde („Goldene Stunde“).

### Risiken für den Verwundeten
Die besondere Gefahr des CasEvac liegt darin, dass Verwundete in einer Weise transportiert werden, die keine ausreichende medizinische Versorgung sicherstellt, sie falsch gelagert oder einer falschen medizinischen Einrichtung zugeführt werden können. Eine grobe oder unsachgemäße Handhabe kann dem Verwundeten weitere Verletzungen zuführen, weshalb der Transport organisiert und planmäßig ausgeführt werden soll. Jede hebende oder tragende Bewegung sollte so geflissentlich und behutsam wie möglich durchgeführt werden. Das Primärziel ist, einen Verlust des Lebens, von Gliedmaßen und dem Sehvermögen zu verhindern.
Außer in äußerst dringenden Notfällen sollte die Art und Schwere der Verwundung diagnostiziert werden, bevor der Verwundete bewegt wird. Die erforderlichen Maßnahmen der Erstversorgung sind das Stoppen lebensgefährlicher Blutungen (Hypovolämie), ggf. auch die Gabe von HES ab der Versorgungsstufe Einsatzersthelfer B, das Offenhalten von Atemwegen, die Wiederherstellung der Atmung und des Herzschlags, die Vermeidung und Kontrolle von Schockzuständen und das Schützen von Wunden gegen weitere Kontamination. Sofern ein Knochenbruch ersichtlich ist oder vermutet wird, muss der entsprechende Körperteil mit einer Alu-Polsterschiene bewegungsunfähig gemacht werden, um zu verhindern, dass das gebrochene Ende des Knochens durch Muskeln, Blutbahnen, Nerven oder Haut sticht. Daher ist jeder Soldat aus der Erste Hilfe Ausrüstung Gruppe mit dieser sowie einer elastischen Fixierbinde auszustatten.

### Risiken für die Fahrzeugmannschaft
Boden- und Luftfahrzeuge für MedEvac-Einsätze sind entsprechend der Genfer Konventionen unbewaffnet und deutlich zu markieren. Die Bekämpfung von „eindeutig kenntlich gemachten“ MedEvac-Fahrzeugen ist ein Verstoß gegen Artikel 2 der Genfer Konventionen und als solches ein Kriegsverbrechen. Aufgrund der fehlenden Bewaffnung von MedEvac-Hubschraubern werden diese nur in einer Rotte mit einer bewaffneten Begleitmaschine eingesetzt. Dabei wird der Rettungshubschrauber als „Forward Air MedEvac“ (FAM) und der Sicherungs- bzw. Escort-Hubschrauber als „Chase“ [tʃeɪs] (deutsch Verfolger) bezeichnet.
Das Anfliegen einer umkämpften, „heißen“ Landezone, um Verwundete aufzunehmen, ist ein gefährliches Unterfangen. Peter Dorland und James Nanney schrieben in ihrem Buch Dust Off: Army Aeromedical Evacuation in Vietnam:

“… slightly more a third of the aviators became casualties in their work, and the crew chiefs and medical corpsmen who accompanied them suffered similarly. The danger of their work was further borne out by the high rate of air ambulance loss to hostile fire: 3.3 times that of all other forms of helicopter missions in the Vietnam War.”

„…etwas mehr als ein Drittel der Flugzeugführer wurden Opfer ihrer Tätigkeit, und die Bordbesatzung und Sanitäter, die sie begleiteten, erlitten vergleichbare Verluste. Die Gefährlichkeit ihrer Arbeit wurde deutlich an der hohen Verlustrate von Sanitätsluftfahrzeugen durch feindliches Feuer: 3,3-mal mehr als alle anderen Formen von Hubschraubermissionen im Vietnamkrieg.“

Die US-amerikanischen Streitkräfte versuchen, eine durchgehende Bereitschaft von MedEvac-Transportmitteln mit trainiertem Personal sicherzustellen. Auch aus diesem Grund ist die Überlebensrate von Verwundeten von 80,9 % im Zweiten Weltkrieg auf inzwischen 90,6 % angestiegen.